# Leucotela
Leucotela là một chi bướm đêm thuộc họ Erebidae.